# Cinna (Corneille)
Cinna (Cinna, ou la Clémence d'Auguste, o, semplicemente, Cinna) è una tragedia in cinque atti di Pierre Corneille, rappresentata per la prima volta nel 1641 o nel 1642.

## Trama

### Atto primo
Emilia rievoca la morte del padre Gaio Toranio, tutore di Augusto poi proscritto e fatto da questi assassinare al momento della sua ascesa al potere. Per questo, la fanciulla ha chiesto all'amato Cinna di vendicarla ordendo un complotto contro l'imperatore, benché egli la consideri ormai come una figlia; in premio otterrà la sua mano. Cinna le riferisce l'entusiasmo dei congiurati, i quali hanno stabilito di uccidere Augusto il giorno successivo. L'amico Massimo controllerà con alcuni uomini l'ingresso del tempio capitolino in cui il sovrano sarà intento a compiere un sacrificio, Cinna circonderà con altri la vittima designata. Giunge Evandro, perché Augusto ha fatto chiamare Cinna e Massimo; Emilia, agitata, teme che il piano sia stato scoperto.

### Atto secondo
Ai suoi due consiglieri abituali, Augusto confida l'idea di abbandonare il potere, ormai divenuto un pesante fardello in ragione dell'età e delle preoccupazioni continue che porta con sé. Cinna consiglia al sovrano di rimanere al posto che gli compete di diritto e illustra i rischi dell'anarchia, Massimo rileva invece la grandezza di rinunciare a un trono detenuto legittimamente. Partito Augusto, i due amici litigano; anche se Cinna ha parlato in questo modo per poter riservare all'imperatore una fine violenta, Massimo reputava più pratica e indolore la soluzione prospettata dal sovrano.

### Atto terzo
Massimo ha scoperto che Cinna è spinto al parricidio dall'amore verso Emilia. Al fido Euforbio svela di essere anche lui innamorato della donna, sicché il suo liberto lo sprona a rivelare il progettato omicidio al fine di ottenere da Augusto la mano di Emilia. Pur resistendo con sdegno all'idea, Massimo vacilla. Cinna, intanto, è fortemente combattuto; da un lato sa di dover uccidere il sovrano, dall'altro prova orrore al pensiero di rivoltarsi contro un regnante buono, che ha piena fiducia in lui e ha promesso di metterlo a parte del trono, promettendogli in sposa Emilia. Espone le sue ragioni a Emilia, la quale le respinge risolutamente, negando il suo amore se Cinna non porterà a compimento la vendetta.

### Atto quarto
Euforbio racconta tutto ad Augusto ed afferma che Massimo, tormentato dal rimorso, si è gettato nel Tevere. Augusto non si capacita di come i suoi due più stimati consiglieri abbiano potuto tradirlo; da un lato maledice il potere e comprende le ragioni dei congiurati, visto che lui stesso è asceso al potere con la violenza, ed è quindi portato alla clemenza, dall'altro sente di dover punire i colpevoli per salvare il regno. Livia sostiene i vantaggi del perdono.
Massimo - il cui suicidio era stato inventato da Euforbio per prevenire la punizione del sovrano - incontra Emilia e la esorta a fuggire con lui, ma la donna, che lo accusa di aver architettato tutto, rifiuta invocando il proprio onore e il dovere di seguire Cinna nel suo destino. Massimo ha in effetti concertato il piano con Euforbio; rimasto solo si ravvede, incolpando il liberto che con i suoi fallaci consigli lo ha traviato.

### Atto quinto
Chiamato da Augusto, Cinna rimane sgomento; il sovrano conosce ormai tutti i dettagli della congiura. Augusto non sa però ancora che anche Emilia è parte del complotto. La giovane rivendica con orgoglio il suo diritto di vendicare il padre e tenta di respingere l'intervento di Cinna, il quale, confessando di aver agito per amor suo, si prende ogni responsabilità. Augusto scopre poi il doppio gioco di Euforbio e Massimo. Alla fine, l'imperatore decide di perdonare tutti, concedendo a Cinna la mano di Emilia e assegnandogli il consolato per l'anno successivo; Cinna, Emilia e Massimo depongono il loro progetto, si meravigliano della sua magnanimità e lo riconoscono come unico sovrano legittimo.

## Storia dell'opera
Non si sa con certezza quando Corneille abbia scritto Cinna, né si conosce con esattezza la data della prima rappresentazione. Nel satirico Epicedium Petri Cornelii poetae Tragici (maggio 1641), Ménage cita Cinna dopo Orazio e Medea, altri due celebri personaggi del teatro tragico corneliano. L'11 settembre 1642, però, il medico Pierre Bourdelot scrisse a Cassiano dal Pozzo che Cinna, « la più bella pièce che sia stata fatta in Francia », risaliva a « poco tempo prima ».
Il poco indovinato aggettivo « feroce », riservato da Ménage a Cinna, lascia intendere che il poeta non avesse una conoscenza diretta del testo, e il destinatario straniero della missiva di Bourdelot, con cui questi intratteneva una corrispondenza saltuaria, autorizza a dare un senso piuttosto vago alla caratterizzazione « poco tempo ». La tragedia potrebbe quindi essere stata concepita (e forse almeno parzialmente scritta) nella primavera del 1641 per essere rappresentata nella stagione invernale 1641-1642. Altri ipotizzano che l'autore abbia cominciato a lavorare alla nuova tragedia contemporaneamente all'Horace, l'abbia portata a compimento poco dopo quest'ultima, nel 1640, e l'abbia mandata in scena sul finire dell'anno.
Coronata da un grande successo, l'opera apparve il 18 gennaio 1643 per i tipi di Quinet. Il drammaturgo di Rouen dedicò Cinna al ricco finanziere Pierre Puget de Montauron, la cui generosità venne stimolata nei ditirambi preposti alla tragedia. Dal finanziere, Corneille ricevette l'ingente somma di seicento lire. Il valore di Cinna fu poi attestato da una lettera all'autore di Guez de Balzac, nonostante il critico mettesse in rilievo alcune inesattezze storiche e in particolare la distanza tra lo spirito repubblicano romano - espresso da Corneille - e quello dell'impero augusteo - il periodo in cui è ambientato Cinna.
Rappresentata 27 volte sotto Luigi XIV, l'opera godette sempre di molta fortuna. Continuò a essere messa in scena nel Settecento e anche Napoleone la fece rappresentare, nel 1806 a Saint-Cloud e nel 1808 a Erfurt.
Le fonti cui Corneille attinse sono due: un passo del senecano De Clementia (I, 9) - che era stato commentato da Montaigne - e un passo della Storia romana di Cassio Dione. La tragedia si ispira a un fatto storico, il complotto contro Augusto del 4 d. C., cui Cinna partecipò, ma lo adatta alle esigenze teatrali; il personaggio di Emilia è inoltre interamente frutto di fantasia.